# التهام النار

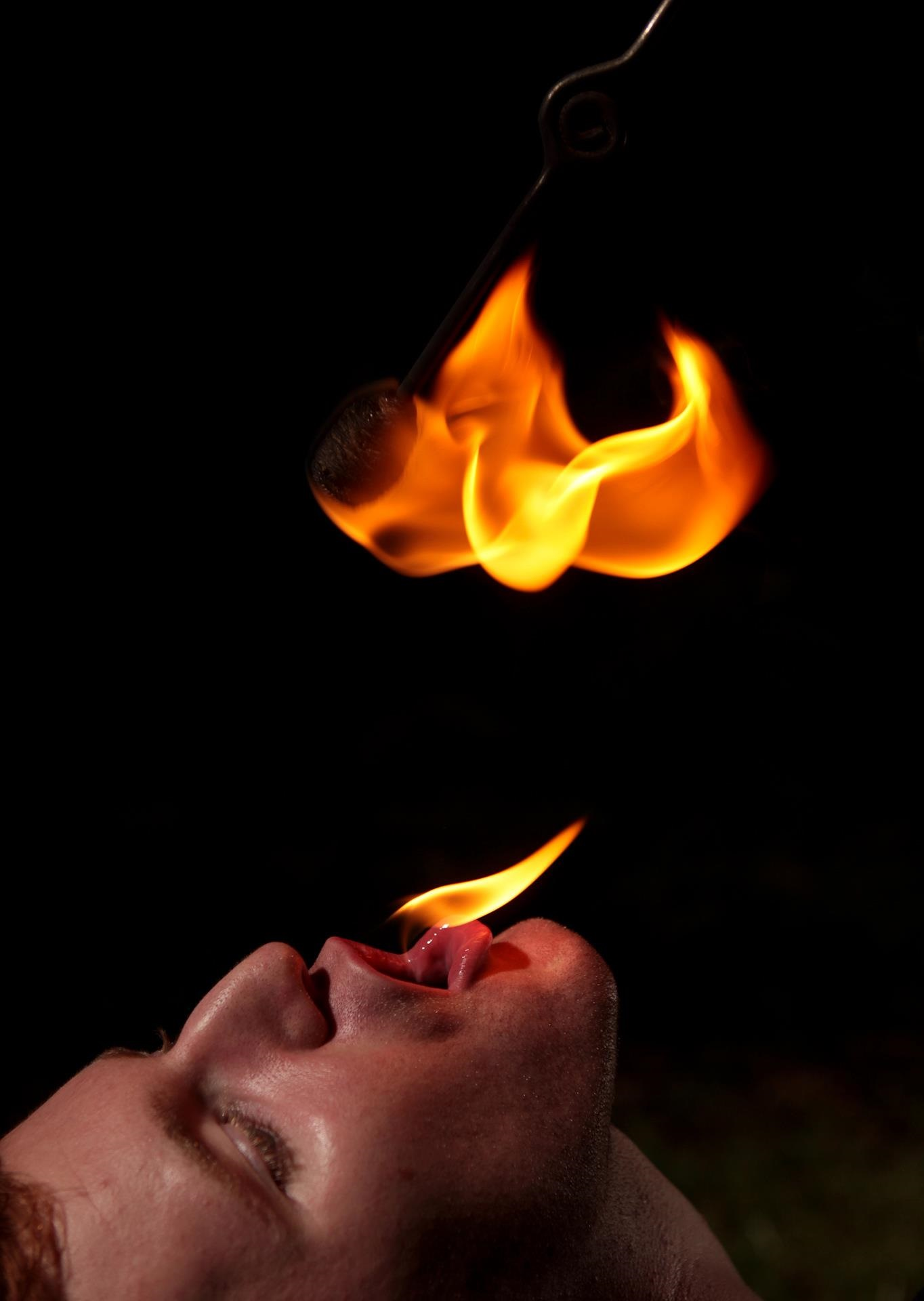
حيلة التهام النار

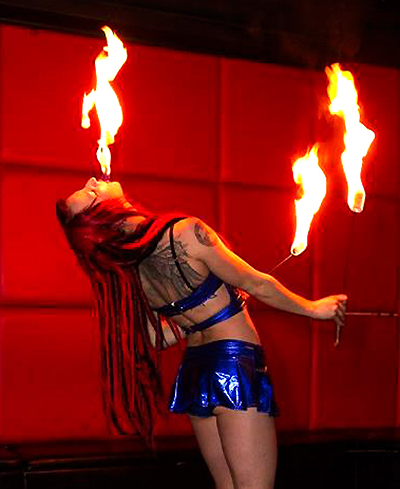
خدعة التهام النار في حانة في مدينة نيويورك

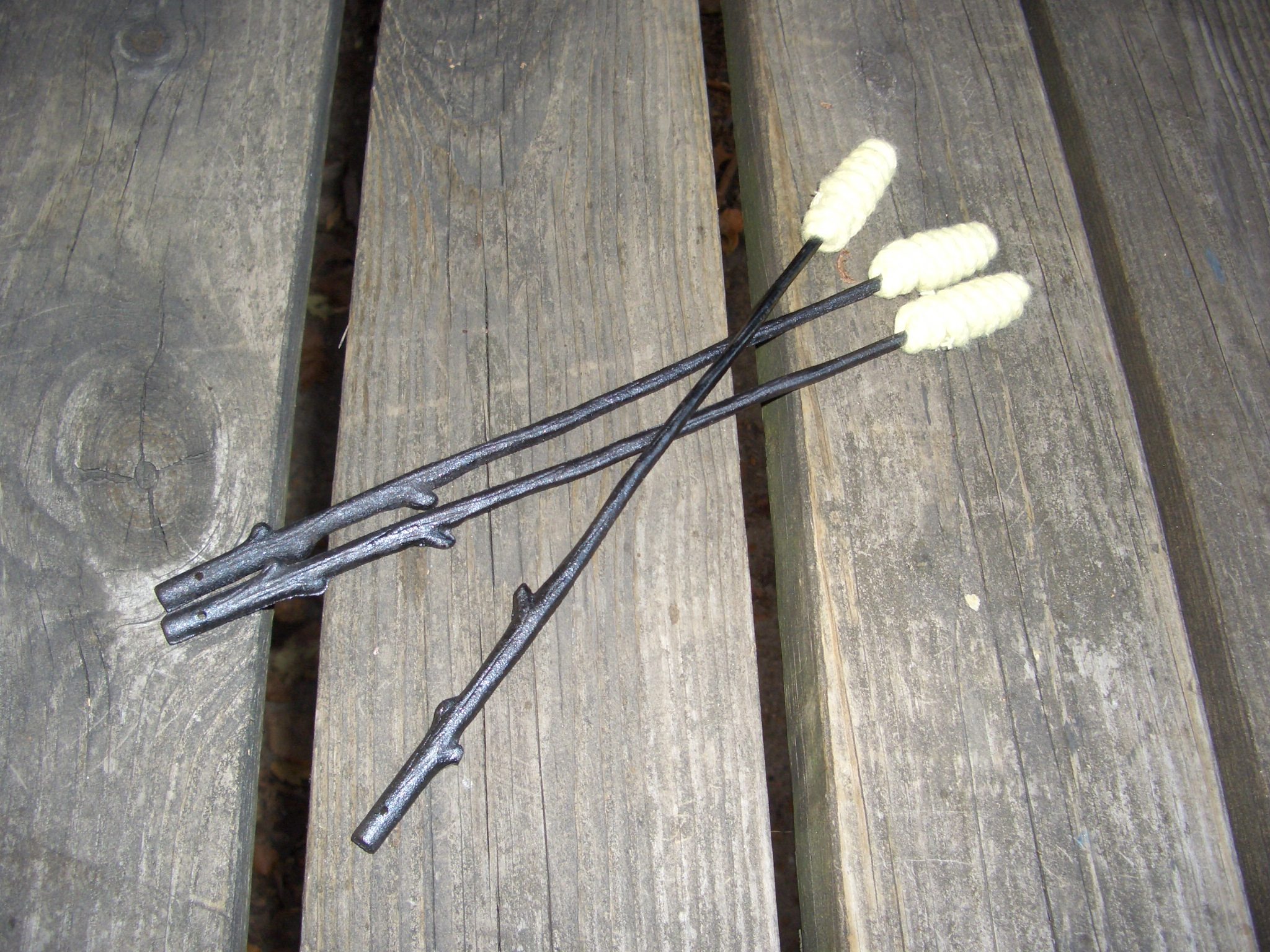
مجموعة بسيطة من مشاعل التهام النار من الحديد الزهر

التهام النار يعني التظهار بالتهام النار وذلك بوضع شيء مشتعل في الفم ومن ثم إطفائه.